# Parotocinclus
Parotocinclus es un género de peces de la familia Loricariidae en el orden de los Siluriformes.

## Especies
Las especies de este género son:
- Parotocinclus amazonensis
- Parotocinclus arandai
- Parotocinclus aripuanensis
- Parotocinclus bahiensis
- Parotocinclus bidentatus
- Parotocinclus britskii
- Parotocinclus cearensis
- Parotocinclus cesarpintoi
- Parotocinclus collinsae
- Parotocinclus cristatus
- Parotocinclus doceanus
- Parotocinclus eppleyi
- Parotocinclus haroldoi
- Parotocinclus jimi
- Parotocinclus jumbo
- Parotocinclus longirostris
- Parotocinclus maculicauda
- Parotocinclus minutus
- Parotocinclus muriaensis
- Parotocinclus planicauda
- Parotocinclus polyochrus
- Parotocinclus prata
- Parotocinclus spilosoma
- Parotocinclus spilurus